# Alexander Evtushenko
Alexander Evtushenko, né le 30 juin 1993 à Maïkop, est un coureur cycliste russe. Spécialiste de la piste, il est notamment champion d'Europe de poursuite par équipes en 2020.

## Biographie
Sélectionné pour représenter son pays aux championnats d'Europe de cyclisme sur route en 2018, il se classe vingt-neuvième de l'épreuve contre-la-montre.
En 2021, il devait rejoint l'équipe Efapel, mais n'est finalement pas enregistré pour une raison inconnue. Fin 2021, il est accusé d'avoir enfreint la procédure d'information sur sa localisation par l'Agence russe antidopage (RUSADA). En avril 2022, il est acquitté par RUSADA, qui explique qu'« il a fait tout ce qu'il pouvait pour se rendre disponible pour le test, mais en raison de circonstances exceptionnelles, cela n'a pas été possible ».

## Palmarès sur route

### Par années
- 2012
  - 2e du Mémorial Viktor Kapitonov
- 2013
  -  Champion de Russie du contre-la-montre espoirs
- 2014
  -  Champion de Russie du contre-la-montre espoirs
  - 3e étape du Grand Prix de Sotchi (contre-la-montre)
  -  Médaillé de bronze du championnat d'Europe du contre-la-montre espoirs
- 2015
  -  Champion de Russie du contre-la-montre espoirs
- 2017
  - 1re étape du Tour de Castille-et-León
  - 1re étape du Tour de Cova da Beira
- 2018
  - Giro del Medio Brenta
- 2021
  - Prologue des Cinq anneaux de Moscou
- 2022
  -  Champion de Russie du contre-la-montre
  - Maykop Stage Race :
    - Classement général
    - 1re et 4e (contre-la-montre) étapes

  - 3e étape des Cinq anneaux de Moscou

### Classements mondiaux
| Année           | 2014 |
| --------------- | ---- |
| UCI Europe Tour | 634e |

## Palmarès sur piste

### Championnats du monde
- Saint-Quentin-en-Yvelines 2015
  - 5e de la poursuite par équipes
  - 12e de la poursuite individuelle
- Hong Kong 2017
  - 5e de la poursuite[6]
  - 7e de la poursuite par équipes[7]
- Apeldoorn 2018
  -  Médaillé de bronze de la poursuite
  - 7e de la poursuite par équipes[8]
- Pruszków 2019
  - 4e de la poursuite individuelle

### Coupe du monde
- 2014-2015
  - 2e de la poursuite par équipes à Cali
- 2016-2017
  - 2e de la poursuite par équipes à Cali
- 2017-2018
  - 2e de la poursuite par équipes à Minsk
  - 3e de la poursuite à Minsk

### Championnats d'Europe
| Édition / Épreuve     | Poursuite individuelle | Poursuite par équipes |
| Anadia 2014 (espoirs) |                        | Argent                |
| Baie-Mahault 2014     | Argent                 |                       |
| Berlin 2017           |                        | Bronze                |
| Plovdiv 2020          |                        | Or                    |

### Championnats de Russie
- 2017
  -  Champion de Russie de poursuite
  -  Champion de Russie de poursuite par équipes (avec Mamyr Stash, Dmitriy Sokolov et Sergey Shilov)
  - 2e de la course aux points
- 2018
  -  Champion de Russie de poursuite
  -  Champion de Russie de poursuite par équipes (avec Gleb Syritsa, Ivan Smirnov et Lev Gonov)
- 2019
  -  Champion de Russie de poursuite